# Alen Avdić
Alen Avdić, född 3 april 1977, är en bosnisk tidigare fotbollsspelare.
Alen Avdić spelade tre landskamper för det bosniska landslaget.